# Tájékozás
A Tájékozás című irat egy tiltakozó irat, melyet a protestáns egyházak írtak a Protestáns pátens visszavonása érdekében 1860. január 28-án, Bécsben. A mű fő szerzője Révész Imre ref. lelkipásztor volt.

## Megírásának körülménye
A Protestáns pátens hatására egy több protestáns egyház képviselőit magába foglaló küldöttség indult útnak Bécsbe. A résztvevők között olyan híres személyiségek voltak, akik például szolgáltak az egyháznak. Így ott voltak többek között: gróf Teleki Gyula, gróf Teleki Sándor, báró Vay Miklós és gróf Degenfeld Imre világi functionáriusok, és Tisza Kálmán, Balogh Péter, Révész Bálint, Révész Imre, Madai Károly, Székács József és Török Pál lelkészek. 
A küldöttség célja az volt, hogy személyesen jelenjenek meg a király előtt, s őt arra kérje, hogy vonja vissza a pátenst. Viszont arra végképp senki nem számított, hogy január 10-i keltezéssel megjelenik Leo Thun kultuszminiszter levele, melyben nemhogy az állna, hogy visszavonják, vagy esetleg enyhítenek a pátens komoly súlyán, hanem, mellőzve az egyházmegyei és kerületi hatóságokat, közvetlenül a lelkészeknek és a gyülekezetek presbitériumának parancsolja meg a pátens életbeléptetését. A legsúlyosabb dolog pedig az volt, hogy ebbe már a polgári hatóságot is bevonták.
A küldöttség sajnos nem járt sikerrel, mivel nem engedték őket be a király elé. Más szóval ez is politikai trükk volt, mivel ők úgy mentek, mint a magyarországi protestáns egyházkerületek képviselői. Ez jól látszik a küldöttség által megszerkesztett irat első sorából is, ahol ez áll: Mi mint a magyarországi ágostai és helvét hitvallású törvényes egyházkerületek kinevezett képviselői állunk Felséged atyai színe előtt. Mivel a pátens már korábban megszüntette a kerületeket, ezért lényegében ők egy olyan szervezetnek voltak a vezetői, melyet a király már nem ismert el. A fogadás feltétele az volt, hogy mint magánszemélyek jelenjenek meg, erről azonban a kerületek képviselői nem akartak hallani, mivel ez azzal járt volna, hogy beismerik, hogy nem léteznek többé a kerületek, olyan felosztásban, ahogy a pátens előtt voltak.

## Bécsben
Mivel a küldöttség munkája sikertelennek bizonyult, ezért úgy döntöttek, hogy nincs miért tovább Bécsben tölteni a napokat. Január 28-án meg is tartották a záró áhítatot, s már majdnem szét is széledtek, mikor Lónyay Menyhért azt a javaslatot tette, hogy mégse menjek haza üres kézzel, hanem írjanak egy hosszabb terjedelmű iratot, mely útmutatásként szolgálna a lelkészeknek, vagyis megmondaná, hogy mit kell tenni. Lényegében oltalmat tudnának nyújtani azoknak a lelkészeknek és gyülekezeteknek, akiket a kormány folyton zaklat. Így született meg a Tájékozás című irat, amit még ott helyben, Bécsben Révész Imre írt meg.

## A Tájékozás 6 pontjának a tartalma
A Tájékozásban Révész Imre előbb egy kis történeti összefoglalót tart, leírva mindazt, amit addig tudtak a pátensről. Így leírja azt, hogy kezdetekben a pátens mit célzott meg, konkrét módon a püspökségeket és az esperesi hivatalokat. A miniszteri rendelet egészen megfordítja a dolgot, és magukhoz a lelkészekhez szól. (Valószínű Thun Leó azt gondolhatta, hogy ha nem tudja rávenni az egyházi felsőbb vezetőséget, hogy engedelmeskedjen, akkor majd ráveszi a kis gyülekezeteket, hisz ők egyedül vannak, és magukban nem tudnak mindig helytállni.)
Röviden összefoglalva a 6 pont a következőket tartalmazza:
- Az első pontban eleve kizárják annak a lehetőségét és jogát, hogy egy lelkész az államnak szolgáljon, vagyis hogy az állam érdekeit képviselje a szószéken. Kimondják: „a lelkipásztorok nem polgári kormányrendeletnek, hanem az Isten igéjének a hirdetői.”
- Ebben a pontban törvényes határozattal támasztják alá álláspontjukat, mikor az 1791-es XXVI. törvény rendelet 4. §-ára hivatkoznak, melyet „örök állandóságnak” neveznek. Ezzel is utalva arra, hogy csak ezt a törvényt fogadják el. Az említett törvény azt mondja ki, hogy az evangélikus, illetve református egyházak vallásra tartozó ügyeiben csakis a saját vallási felsőbbségük dönthet vagy hozhat bármilyen határozatot. A pont végén kimondják: „Már pedig az egyházszervezet tisztán és egyedül vallásra tartozó dolog”.
- Arról van szó ebben a pontban, hogy a lelkészek azért nem olvashatják fel a templomokban az említett határozatot, mivel a gyakorlatban levő kánonok kimondják: „hogy a nem csupán egyes egyházat … érdeklő fontosabb ügyekben, az egyes gyülekezetek … semmi lépést ne tegyenek.”
- Ez a pont az előbbi pontot erősíti meg, úgy, hogy kimondják: „A magyarországi egyház ugyanis a reformáció kora óta a szuperintendenciák fokozatos felelőssége alatt állnak.”
- Ebben a pontban a lelkészek esküire hivatkoznak, mikor kimondják, hogy amelyik lelkész felolvassa, az megszegi esküjét.
- Ez a pont egy amolyan ismétlő, megerősítő pont. Itt még egyszer kihangsúlyozzák, hogy senki ne olvassa fel, s a továbbiakban még azt is, hogy még „segédkezet” se nyújtsanak az új szervezet életbeléptetésének, és ha bármilyen problémájuk van hivatkozzanak az 1791-es törvényrendeletre.